# Председнички избори у Француској 2017.
Избори за председника Француске републике 2017. су одржани у два круга, први круг је одржан 23. априлa 2017. а други круг је одржан 7. маја 2017.
Новоизабрани председник Емануел Макрон је преузео петогодишњи мандат председника Републике 14. маја 2017.
Председничке изборе су пратили парламентарни избори који су били одржани месец дана касније односно 11. и 18. јуна.

## Резултати првог круга избора
У првом кругу избора је учествовало 11 кандидата.
- Емануел Макрон - 24.01%
- Марин Ле Пен - 21.30%
- Франсоа Фијон - 20.01%
- Жан-Лик Меланшон - 19.58%
- Беноа Амон - 6.36%
- Никола Дипон-Ењан - 4.70%
- Жан Ласал - 1.21%
- Филип Путу - 1.09%
- Франсоа Аселино - 0.92%
- Натали Арто - 0.64%
- Жак Шеминад - 0.18%